# モブキャラクター
モブキャラクターとは、漫画、アニメ、映画、コンピュータゲームなどに登場する、個々の名前が明かされない群衆（主要キャラクター以外の“その他大勢”）のこと。モッブ。
演劇やミュージカルでは同様の演者は「アンサンブルキャスト」や単に「アンサンブル」と呼ばれる。

## 概要
従来「ザコキャラ」とよばれていたものが、フラッシュモブの影響から「モブキャラ」として使われはじめたものである。ザコキャラからの派生であり、通常使用（というよりも正式使用）がモブキャラである。この用語は漫画やアニメにおける隠語であり、よく使われる用語となった。モブキャラクターという言葉はモブキャラからのあとづけである。またモブキャラ、モブキャラクターはもちろん和製英語である。フラッシュモブの英語表記flash mobで使われているmobとは大勢の人または動物の中の無秩序で破壊的になりかねない一部分であり、「mobileやmobilityの俗語」として発生した語である。。英語の“mob scene”（モブシーン）は、群衆が騒ぎを起こす場面を意味する。
モブキャラは原則として名前を持たず、「群衆」として扱われる。漫画やアニメの中で、名前が明かされるキャラクターの背景に描かれる、偶然そこに居合わせた通行人達などが、モブキャラの典型的な例である。
日本ではザコキャラと呼ばれる対象があればすべてのコンテンツに対して使われるが、コンピューターゲームにおけるモブキャラは英語では「ノンプレイヤーキャラクター（英: non player character, NPC）」である。英語ではノンプレイヤーキャラクターに相当する語として、「日本のゲーム」に関連して使われる「日本発祥の言葉」として紹介される。
ザコキャラは群集キャラ・背景キャラと呼ばれるため、それと同様のレベルで互換である。
モブキャラという語が日本の社会に浸透するにつれ、単に役名が不明な地味な脇役に対しても用いられることがある。そのため多様なものを指し示すようになり、一般に映画用語から発祥した「エキストラ」と呼ばれるものまで指す用法が広がっている。
最初は名前がないモブキャラが、キャラとして定着する場合がある。また、名前の設定が無いままレギュラーキャラクターとして登場したり、レギュラーではなくとも初期から断続的に登場する古参キャラクターとなる場合もある。
フラッシュモブ以降の言葉でありながら、歴史をさかのぼって、作品が作られた時点にはモブキャラとは呼ばれていなかったキャラクターに対しても使用されるケースがあり、『銀河鉄道999』における車掌、『ドラえもん』における先生、『ドラゴンボール』における天下一武道会の審判員などへの適用となって現れている。古い作品では戦前の『のらくろ』の多くの兵卒達の事にも使用される。

## ザコキャラ
モブキャラの中でも敵役のキャラクターの事をザコキャラと呼ぶ。雑魚キャラとも呼ぶ。強さは文字通りのロウェストクラス・ウィーケストクラスから並のボスキャラクターを上回る強さまで様々。